# Сінді Шала
Сінді Шала (фр. Cindy Chala; нар. 17 травня 1991) — колишня французька тенісистка.
Найвищу одиночну позицію світового рейтингу — 439 місце досягла 14 червня 2010 року.

## ITF Junior Circuit finals
| Легенда      |
| ------------ |
| Категорія GA |
| Категорія G1 |
| Категорія G2 |
| Категорія G3 |
| Категорія G4 |
| Категорія G5 |

### Одиночний розряд (2–2)
| Результат | Ранг | Дата          | Місце                     | Grade | Покриття | Суперниця                     | Рахунок       |
| --------- | ---- | ------------- | ------------------------- | ----- | -------- | ----------------------------- | ------------- |
| Поразка   | 1.   | лютий 2006    | Las Condes, Чилі          | G2    | Ґрунт    | Марія Фернанда Альварес Теран | 4–6, 0–6      |
| Перемога  | 2.   | березень 2007 | Copa Gerdau, Бразилія     | GA    | Ґрунт    | Роксане Вайзенберг            | 6–4, 4–6, 7–5 |
| Поразка   | 3.   | квітень 2007  | Beaulieu-sur-Mer, Франція | G1    | Ґрунт    | Ксенія Ликіна                 | 7–5, 4–6, 3–6 |
| Перемога  | 4.   | січень 2008   | Траралґон, Австралія      | G1    | Тверде   | Ребекка Маріно                | 6–4, 6–4      |

### Парний розряд (2–1)
| Результат | Ранг | Дата         | Місце                     | Grade | Покриття | Партнерка       | Суперниці                         | Рахунок  |
| --------- | ---- | ------------ | ------------------------- | ----- | -------- | --------------- | --------------------------------- | -------- |
| Перемога  | 1.   | серпень 2005 | Клермон-Ферран, Франція   | G4    | Ґрунт    | Marie Menacer   | Kelly Couturier Valentina Fauviau | 7–6, 7–5 |
| Перемога  | 2.   | квітень 2008 | Істр, Франція             | G2    | Ґрунт    | Клаудія Бочова  | Іріна Раміалізон Поліна Родіонова | 6–2, 6–0 |
| Поразка   | 3.   | квітень 2008 | Beaulieu-sur-Mer, Франція | G1    | Ґрунт    | Валерія Савіних | Амандін Есс Крістіна Младенович   | 4–6, 5–7 |